# Leo Jogiches
Leo(n) Jogiches (17. juli 1867 i Vilnius − 10. marts 1919 i Berlin) også kendt under sit partinavn Leon Tyszka (Tyska, Tyshko, Tyshka) var en marxistisk revolutionær aktiv i Litauen, Polen og Tyskland.
Jogiches var med til at stifte det socialdemokratiske parti i Polen sammen med Rosa Luxemburg, som han efterfølgende forelskede sig i. Deres forelskelse varede ved, om end de aldrig blev et rigtigt par. Jogiches stiftede i begyndelsen af Første Verdenskrig sammen med bl.a. Luxemburg, Karl Liebknecht og Franz Mehring Spartakusbund, som var en revolutionær venstrefløjsorganisation tilknyttet SPD. I januar 1919 omdannedes organisationen til KPD. 
Spartakusbund ledte den tyske kommunistiske revolution i 1918/1919, som mislykkedes. Luxemburg og Liebknecht blev dræbt af regeringens styrker. Jogiches blev dræbt i Berlin, da han var ved at undersøge drabet på de to.